# Нижнеалеманнский диалект

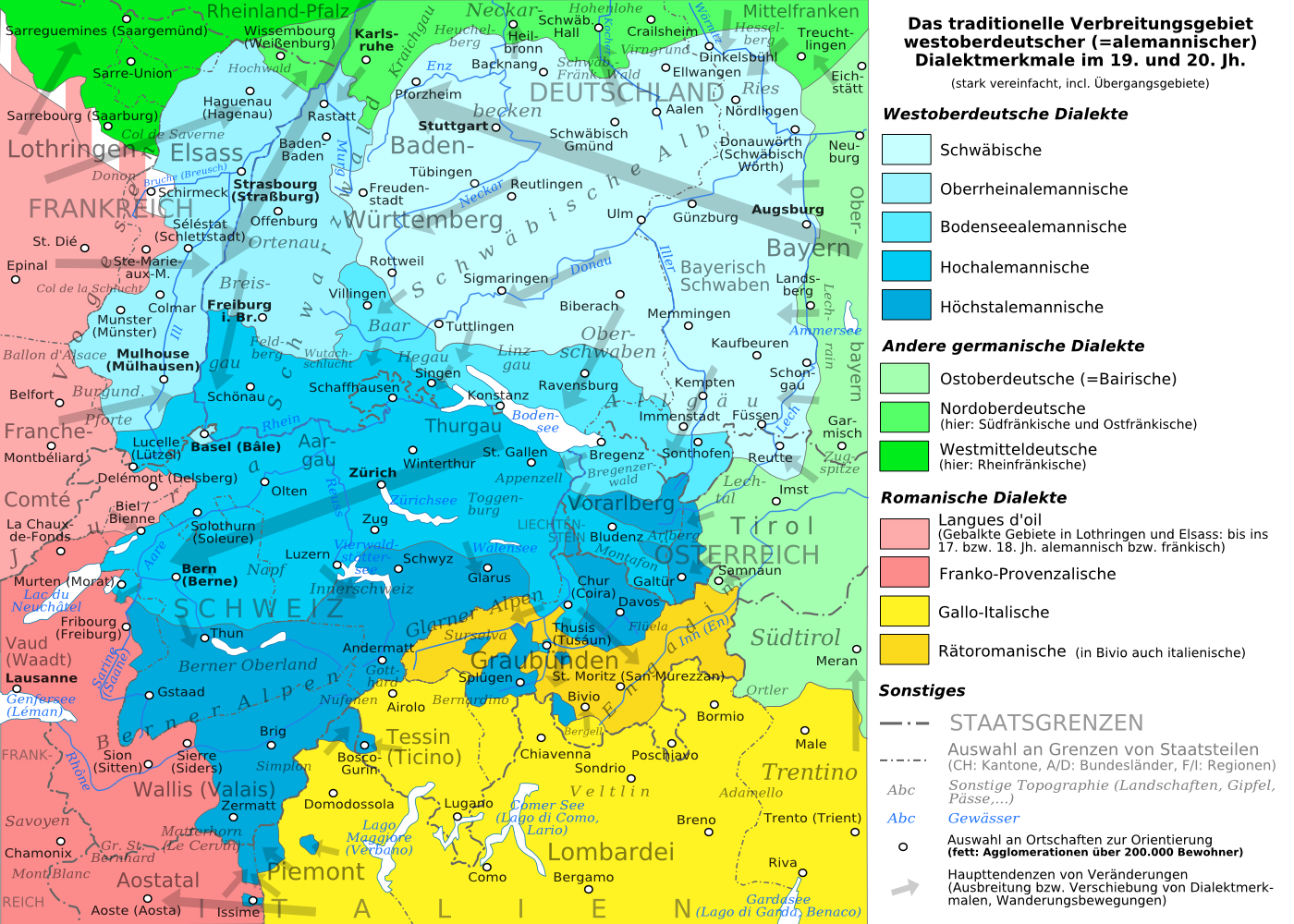
Алеманнские диалекты.

Нижнеалеманнские диалекты (нем. Niederalemannisch) — небольшая диалектная группа в составе алеманнских диалектов немецкого языка. Диалекты нижнеалеманнской группы распространены в Баден-Вюртемберге и Эльзасе.
Примерно с конца XIX века и особенно после 1945 года нижнеалеманнские диалекты подвергаются существенному влиянию со стороны соседних швабских и баварских диалектов, местами уступая им. Позиции базельского диалекта сильны только потому, что он используется швейцарцами в их национальном варианте, но даже он подвержен влиянию южного верхнеалеманнского диалекта. В Эльзасе на нижнеалеманнские диалекты существенное давление оказывает французский язык.
Для фонетики нижнеалеманнских диалектов характерен переход начального /k/ в [kʰ] или [kx], в отличие от верхнеалеманнского, где он становится фрикативным [x].
В составе нижнеалеманнских диалектов выделяют две подгруппы, включающие более конкретные диалекты и наречия:
- Бодензе-алеманнский диалект (Bodenseealemannisch)

- Альгойский диалект (Allgäuerisch)
- Баар-алеманнский диалект (Baar-Alemannisch)
- Южновюртембергский диалект (Süd-Württembergisch)
- Форарльбергский северный диалект (Vorarlbergerisch)

- Верхнерейнско-алеманнский диалект (Oberrheinalemannisch)

- Базельский диалект (Baseldeutsch)
- Эльзасский диалект (Elsässisch)
- Баденский диалект (Badisch)